# Karátsonyi Jenő
Karátsonyfalvi és beodrai gróf Karátsonyi Jenő (Beodra, Torontál vármegye, 1861. augusztus 5. – Solymár, 1933. október 21.), császári és királyi kamarás, valóságos belső titkos tanácsos, főrendházi tag, elismert műgyűjtő, Solymár, Pilisszentiván és Pilisvörösvár utolsó kegyura, a Magyar Máltai Lovagok Szövetségének alapítója.

## Élete
Az erdélyi örmény Karátsonyi család leszármazottja. Gróf Karátsonyi Guido fia volt, anyja puchói és csókai Marczibányi Anna-Mária. Középiskolai tanulmányait Budapesten végezte. Néhány évig Belgiumban, a leuveni egyetemen jogot hallgatott, majd hazatérve a Magyaróvári Királyi Gazdasági Akadémián tanult. 1869-ben az országgyűlés felsőházában a szabadelvű párthoz csatlakozott. Megnősült, Andrássy Karolina grófnőt vette feleségül Betléren 1886. július 15-én. Császári és királyi kamarás, valóságos belső titkos tanácsos, a főrendiház örökös jogú tagja.
Harminc éven át a Budapesti Önkéntes Mentő Egyesület elnöke. Az első világháború alatt ő az első parancsnoka Auguszta főhercegnő kórházvonatának. Elkötelezett munkájáért a mentőügy érdekében több kitüntetést kapott a Monarchiától, Németországtól, még az oszmán birodalomtól is.
Gazdasági tanulmányainak és tehetségének köszönhetően, modernizálta és magas szintre emelte a bánlaki hitbizománynak gazdaságát. Torontál vármegye közéletében komoly szerepet töltött be, amiért a király valóságos belső titkos tanácsosnak nevezte ki.
1900-tól a máltai lovagrend tiszteleti tagja az osztrák nagyperjelségben; 1925-től 1932-ig a lovagrend első magyarországi követe és meghatalmazott minisztere. 1925-27-ben megszervezte az önálló Magyar Máltai Lovagok Szövetségét, amely 1928-ban első közgyűlését a budai Karátsonyi-palotában tartotta.
A trianoni tragédia után az ún. optáns perben sok évig próbálta visszaszerezni határon túli birtokait, sikertelenül. Solymár, valamint Pilisszentiván és Pilisvörösvár utolsó kegyura volt, de – a trianoni veszteségek, emberi gyarlóságok és tragédiák folytán – apránként teljesen elveszítette megmaradt birtokait, vagyonát; a Karátsonyi család fiú utód nélkül maradt; kastélyaik többsége is az enyészeté lett.
Karátsonyi maga is a vagyoni lehetőségeit meghaladó, fényűző életmódot folytatott, amit csak úgy tudott fenntartani, hogy megmaradt birtokait lassan eladogatta. Ez különösen a solymáriaknak váltotta ki a zúgolódását, kiderült ugyanis, hogy az itteni földekből a gróf többet adott el, mint amennyinek valójában birtokában volt. Az apja által meghonosított erénydíjat, a rózsaesküvők szokását egészen az első világháborúig életben tartotta, így összesen 33 rózsaleányt adtak férjhez a három sváb ajkú faluban ennek a kezdeményezésnek a révén; a rózsaesküvőknek a korona értékvesztése vetett véget.
Bár sok vitája, sőt pere volt Solymár lakóival különböző birtokügyekben (egyebek közt eltitkolta sok parcellázásra, eladásra kerülő ingatlanról, hogy azokat nagy adósság terheli), ezzel együtt a község elöljárósága 1933 szeptemberében, alig egy hónappal a halála előtt díszpolgárrá választotta meg. A döntést befolyásolhatta a gróf megromlott egészségi állapota és azon reménység is, hogy a majdani hagyatékból ily módon a falunak is csurranhat-cseppenhet valami. Ha ezzel számolt a község vezetése, nem számoltak rosszul, mert utóbb Solymár egy értékes csillárt kapott az örökségből, A gróf nevéhez fűződő vitás ügyek egy részének rendezése azonban még az 1940-es évekre is áthúzódott.
A gróf sírja máig a solymári templomban, a mellékoltár és a szószék közti kriptában található. Sírjának eredetileg mauzóleumot akartak építeni a templomhoz, de ez végül nem valósult meg.